# Citadel (groupware)
Citadel — свободное (GPLv3) веб-приложение для организации совместной работы группы людей (см.: groupware). Написано на C и платформонезависимо. Используется веб-сервер Apache и встраиваемая база данных Berkeley DB.
В состав включено большое количество приложений для реализации различных задач:
- групповой календарь и планировщик (совместим с GroupDAV[англ.] и Kolab[англ.]);
- адресная книга;
- встроенный почтовый клиент, работающий по протоколу IMAP, POP3, ESMTP, со встроенной поддержкой аутентификации пользователя, сортировки и фильтрации сообщений, списком рассылки;
- чат, форум, открытые и приватные комнаты общения;
- информационный журнал, который содержит список дел (ToDo), заметки (Notes);
- средство мгновенного обмена сообщениями;
- графическое управление группами и отдельными пользователями, как и их почтовыми учётными записями и LDAP;

## Особенности
- Поддержка протоколов HTTP, telnet, SSH;
- SSL/TLS шифрование для всех протоколов;
- Веб-интерфейс, реализованный с использованием технологии AJAX;
- Фильтрация и проверка писем при помощи SpamAssassin и Clam Antivirus.

В журнале Linux Format № 124 в обзоре программ для коллективной работы Citadel получила оценку 9 из 10.

Citadel легко управляется и располагает массой документации
— Linux Format №124

Дитя начала эры BBS, Citadel богаче функциями, чем многие современные коммерческие серверы для совместной работы
— Linux Format №24